# Torneo Apertura 2006 Primera División 'A'
El Torneo Apertura 2006 representó la primera vuelta del ciclo futbolístico 2006-2007 de la Primera División 'A' de México, fue el vigésimo primer torneo corto y parte de la decimonovena temporada de la división de ascenso del país. Se disputó entre los meses de agosto y diciembre de 2006.
El Puebla conquistó su segundo trofeo de la competición al derrotar en la final a Petroleros de Salamanca por 6-5 en penales tras haber empatado 3-3 en el global de los dos juegos. Además se destacaron las actuaciones de los conjuntos de Cruz Azul Hidalgo, Gallos de Tijuana, León, Tiburones Rojos de Coatzacoalcos, Durango e Indios, quienes clasificaron a la liguilla.
Este torneo representó un cambio importante en la competición ya que la Federación Mexicana de Fútbol obligó a que cada uno de los 18 clubes de la Primera División contara con un equipo filial en la Primera A, por lo que la liga aumentó hasta los 24 equipos por lo que hubo bastantes cambios respecto al torneo anterior. Aparecieron los conjuntos de Académicos, Monarcas Morelia A, Pegaso Real de Colima, Santos Laguna A, Tecos A, Pumas Morelos, Gallos de Tijuana, Guerreros de Tabasco y Tiburones Rojos de Coatzacoalcos. Mientras que Dorados de Sinaloa regresó a la división de plata tras haber descendido del máximo circuito.

## Cambios
- Querétaro ascendió a la Primera División.

- Dorados descendió de la Primera División.

- La  FMF forzó a todos los equipos de la Primera División a tener filiales en la Primera 'A'. Por este motivo, nuevas franquicias de expansión se crearon: Pumas Morelos,  Monarcas Morelia 'A',  Tecos 'A', Santos 'A' y Gallos de Caliente. Algunos equipos mantuvieron su propia identidad, pero con acuerdos de paternidad firmados con equipos de Primera.

- Coyotes de Sonora se trasladó a Zapotlanejo y se convirtió en los Académicos de Atlas.

- Cruz Azul Oaxaca se trasladó a Jasso, Hidalgo y se convirtió en Cruz Azul Hidalgo.

- Chivas Coras se trasladó a Guadalajara y se renombró Tapatío.

- Lagartos de Tabasco se trasladó a Coatzacoalcos donde se renombró como los Tiburones Rojos de Coatzacoalcos, siendo una filial del Veracruz.

- Paralelamente,  Guerreros de Tabasco se fundó como un nuevo equipo de expansión tras la venta de los Delfines de Coatzacoalcos para mantener a un equipo en el Estado de Tabasco.

- Pegaso Anáhuac ascendió como campeón de ascenso de la Segunda División de México. No obstante, el equipo se trasladó a Colima y se convirtió en  Pegaso Real Colima.

- Dorados de Tijuana, equipo filial de los  Dorados descendió a la Segunda División como último de la tabla porcentual 2005-2006.

- Irapuato descendió a la Segunda División tras perder la serie de Promoción por la permanencia 2005-2006, ante el subcampeón de ascenso Delfines de Coatzacoalcos "B", equipo filial de Delfines de Coatzacoalcos. Sin embargo, estos últimos no pudieron conservar su plaza en Primera División 'A' tras la venta del primer equipo a los Guerreros de Tabasco.

 En negritas se encuentran resaltados los clubes recién llegados a la Primera División 'A' Torneo Apertura 2006.

## Sistema de competición
Los 24 equipos participantes se dividieron en 2 grupos de 12 equipos, los conjuntos juegan las primeras 11 jornadas contra sus rivales de grupo, mientras que en las últimas 6 disputan partidos contra clubes de la otra agrupación. Los cuatro mejores equipos de cada grupo son los que clasifican a la ronda de cuartos de final, por lo que se elimina el repechaje.
- Fase de calificación: es la fase regular de clasificación que se integra por las 17 jornadas del torneo de aquí salen los mejores 8 equipos para la siguiente fase.

- Fase final: se sacarán o calificarán los mejores 8 de la tabla general y se organizarán los cuartos de final con el siguiente orden: 1.º vs 8.º, 2.º vs 7.º, 3.º vs 6.º y 4.º vs 5.º, siguiendo así con semifinales, y por último la final, todos los partidos de la fase final serán de ida y vuelta.

### Fase de calificación
En la fase de calificación participaron 24 clubes de la Primera División A profesional jugando todos contra todos durante las 17 jornadas respectivas, a un solo partido. 
Se observará el sistema de puntos. La ubicación en la tabla general está sujeta a lo siguiente:
- Por juego ganado se obtendrán tres puntos.
- Por juego empatado se obtendrá un punto.
- Por juego perdido no se otorgan puntos.

El orden de los clubes al final de la Fase de Calificación del Torneo corresponderá a la suma de los puntos obtenidos por cada uno de ellos y se presentará en forma descendente. Si al finalizar las 17 jornadas del Torneo, dos o más clubes estuviesen empatados en puntos, su posición en la Tabla general será determinada atendiendo a los siguientes criterios de desempate:
1. Mejor diferencia entre los goles anotados y recibidos.
2. Mayor número de goles anotados.
3. Marcadores particulares entre los clubes empatados.
4. Mayor número de goles anotados como visitante.
5. Mejor ubicación en la Tabla general de cocientes.
6. Tabla Fair Play.
7. Sorteo.

Participan por el Título de Campeón de la Primera División 'A' en el Torneo Apertura 2006, automáticamente los primeros 4 lugares de cada grupo sin importar su ubicación en la tabla general calificaran, más los segundos mejores 4 lugares de cada grupo, si algún segundo lugar se ubicara bajo los primeros 8 lugares de la tabla general accederá a una fase de reclasificación contra un tercer o cuarto lugar ubicado entre los primeros ocho lugares de la tabla general. Tras la fase de reclasificación los equipos clasificados a cuartos de final por el título serán 8; estos se ordenarán según su posición general en la tabla, si alguno más bajo eliminara a uno más alto, los equipos se recorrerán según su lugar obtenido.

### Fase final
- Calificarán los mejores ocho equipos de la tabla general jugando Cuartos de final en el siguiente orden de enfrentamiento, que será el mejor contra el peor equipo

clasificado:
- 1° vs 8°
- 2° vs 7°
- 3° vs 6°
- 4° vs 5°

- En semifinales participarán los cuatro clubes vencedores de cuartos de final, reubicándolos del uno al cuatro, de acuerdo a su mejor posición en la Tabla general de clasificación al término de la jornada 19, enfrentándose 1° vs 4° y 2° vs 3°.

- Disputarán el título de Campeón del Torneo Apertura 2006 los dos clubes vencedores de la fase semifinal.

Todos los partidos de esta fase serán en formato de ida y vuelta, eligiendo siempre el club que haya quedado mejor ubicado en la Tabla general de clasificación el horario de su partido como local.
En este torneo el club que ganara el título obtiene su derecho de ser necesario el juego de ascenso a Primera División Profesional; para que tal juego se pueda efectuar deberá haber un ganador distinto en el Torneo Clausura 2007, en caso de que el campeón vigente lograra ganar dicho campeonato, ascenderá automáticamente sin necesidad de jugar esta serie.

## Equipos participantes
| Entidad Federativa | N.º | Equipos                                |
| ------------------ | --- | -------------------------------------- |
| Jalisco            | 3   | Académicos de Atlas, Tapatío y Tecos A |
| Guanajuato         | 2   | Salamanca y León                       |
| Tamaulipas         | 2   | Correcaminos y Tampico Madero          |
| Sinaloa            | 2   | Dorados de Sinaloa y Tigres Mochis     |
| Puebla             | 2   | Lobos BUAP y Puebla                    |
| Morelos            | 2   | Pumas Morelos y Zacatepec              |
| Estado de México   | 1   | Atlético Mexiquense                    |
| Veracruz           | 1   | Tiburones Rojos de Coatzacoalcos       |
| Hidalgo            | 1   | Cruz Azul Hidalgo                      |
| Durango            | 1   | Alacranes de Durango                   |
| Chihuahua          | 1   | Indios de Ciudad Juárez                |
| Michoacán          | 1   | Monarcas Morelia A                     |
| Baja California    | 1   | Gallos de Tijuana                      |
| Colima             | 1   | Pegaso Real Colima                     |
| Tabasco            | 1   | Guerreros de Tabasco                   |
| Nuevo León         | 1   | Rayados A                              |
| Coahuila           | 1   | Santos Laguna A                        |

### Información sobre los equipos
| Equipo                           | Ciudad                                | Estadio                  | Capacidad | Club de Afiliación |
| -------------------------------- | ------------------------------------- | ------------------------ | --------- | ------------------ |
| Académicos                       | Zapotlanejo, Jalisco                  | Miguel Hidalgo           | 4,000     | Atlas              |
| Atlético Mexiquense              | Ixtapan de la Sal, Estado de México   | Ixtapan 90               | 4,000     | Toluca             |
| Correcaminos de la UAT           | Ciudad Victoria, Tamaulipas           | Marte R. Gómez           | 19,000    | Ninguno            |
| Cruz Azul Hidalgo                | Ciudad Cooperativa Cruz Azul, Hidalgo | 10 de Diciembre          | 17,000    | Cruz Azul          |
| Dorados de Sinaloa               | Culiacán, Sinaloa                     | Banorte                  | 19,000    | Necaxa             |
| Durango                          | Durango, Durango                      | Francisco Zarco          | 15,000    | Ninguno            |
| Gallos de Tijuana                | Tijuana, Baja California              | Unidad Deportiva CREA    | 10,000    | Querétaro          |
| Guerreros de Tabasco             | Villahermosa, Tabasco                 | Olímpico de Villahermosa | 12,000    | Ninguno            |
| Indios                           | Ciudad Juárez, Chihuahua              | Olímpico Benito Juárez   | 22,000    | Pachuca            |
| León                             | León, Guanajuato                      | León                     | 30,000    | Ninguno            |
| Lobos BUAP                       | Puebla, Puebla                        | Cuauhtémoc               | 42,600    | Ninguno            |
| Monarcas Morelia A               | Morelia, Michoacán                    | Morelos                  | 39,000    | Morelia            |
| Pegaso Real Colima               | Colima, Colima                        | Colima                   | 17,000    | Atlante            |
| Puebla                           | Puebla, Puebla                        | Cuauhtémoc               | 42,600    | Ninguno            |
| Pumas Morelos                    | Cuernavaca, Morelos                   | Centenario de Cuernavaca | 14,800    | Pumas UNAM         |
| Rayados A                        | Santiago, Nuevo León                  | El Barrial               | 1,000     | Monterrey          |
| Salamanca                        | Salamanca, Guanajuato                 | Olímpico Sección 24      | 10,000    | Jaguares           |
| Santos Laguna A                  | Torreón, Coahuila                     | Corona                   | 19,000    | Santos             |
| Tampico Madero                   | Tampico - Ciudad Madero, Tamaulipas   | Tamaulipas               | 20,000    | San Luis           |
| Tapatío                          | Guadalajara, Jalisco                  | Anacleto Macías          | 4,000     | Guadalajara        |
| Tecos A                          | Zapopan, Jalisco                      | Tres de Marzo            | 25,000    | Tecos de la UAG    |
| Tiburones Rojos de Coatzacoalcos | Coatzacoalcos, Veracruz               | Rafael Hernández Ochoa   | 4,800     | Veracruz           |
| Tigres Mochis                    | Los Mochis, Sinaloa                   | Centenario LM            | 7,000     | Tigres UANL        |
| Zacatepec                        | Zacatepec, Morelos                    | Agustín Coruco Díaz      | 19,000    | América            |

En negritas se encuentran resaltados los clubes que sí contaban con derecho al ascenso en el Torneo Apertura 2006.

## Torneo Regular
| Atlético Mexiquense  | 1-2 | Indios             | Ixtapan 90               | 5 de agosto      | 15:30         |
| Zacatepec            | 3-2 | Pumas Morelos      | Agustín Coruco Díaz      | 5 de agosto      | 16:00         |
| Santos Laguna A      | 0-5 | Pegaso Real Colima | Corona                   | 5 de agosto      | 16:00         |
| TR Coatzacoalcos     | 1-0 | Rayados A          | Rafael Hernández Ochoa   | 5 de agosto      | 19:00         |
| Tigres Mochis        | 3-1 | Monarcas Morelia A | Centenario Los Mochis    | 5 de agosto      | 19:30L-20:30C |
| Guerreros de Tabasco | 4-0 | Correcaminos       | Olímpico de Villahermosa | 5 de agosto      | 20:00         |
| Puebla               | 3-3 | Lobos BUAP         | Cuauhtémoc               | 6 de agosto      | 12:00         |
| León                 | 4-2 | Dorados            | León                     | 6 de agosto      | 12:00         |
| Cruz Azul Hidalgo    | 1-0 | Tampico Madero     | 10 de Diciembre          | 6 de agosto      | 12:00         |
| Gallos de Tijuana    | 1-0 | Tecos A            | Unidad Deportiva CREA    | 6 de agosto      | 13:00L-15:00C |
| Académicos           | 1-1 | Salamanca          | Miguel Hidalgo           | 7 de agosto      | 19:45         |
| Tapatío              | 2-0 | Durango            | Anacleto Macías          | 12 de septiembre | 16:00         |

| Tecos A            | 1-1 | Tigres Mochis        | Tres de Marzo          | 11 de agosto | 16:00         |
| Indios             | 2-3 | Guerreros de Tabasco | Olímpico Benito Juárez | 11 de agosto | 20:00L-21:00C |
| Durango            | 2-1 | Santos Laguna A      | Francisco Zarco        | 12 de agosto | 15:30         |
| Pumas Morelos      | 0-1 | Cruz Azul Hidalgo    | Centenario Cuernavaca  | 12 de agosto | 16:00         |
| Pegaso Real Colima | 1-2 | Gallos de Tijuana    | Colima                 | 12 de agosto | 19:00         |
| Dorados            | 4-1 | Tapatío              | Banorte                | 12 de agosto | 19:00L-20:00C |
| Correcaminos       | 2-1 | Zacatepec            | Marte R. Gómez         | 12 de agosto | 20:00         |
| Tampico Madero     | 1-1 | TR Coatzacoalcos     | Tamaulipas             | 12 de agosto | 21:00         |
| Monarcas Morelia A | 1-0 | Académicos           | Morelos                | 12 de agosto | 21:00         |
| Rayados A          | 2-1 | Puebla               | El Barrial             | 13 de agosto | 11:00         |
| Lobos BUAP         | 1-1 | Atlético Mexiquense  | Cuauhtémoc             | 13 de agosto | 12:00         |
| Salamanca          | 3-0 | León                 | Olímpico Sección 24    | 13 de agosto | 12:00         |

| Atlético Mexiquense  | 3-3 | Rayados A          | Ixtapan 90               | 19 de agosto | 15:00         |
| Durango              | 1-0 | Dorados            | Francisco Zarco          | 19 de agosto | 15:30         |
| Zacatepec            | 0-1 | Cruz Azul Hidalgo  | Agustín Coruco Díaz      | 19 de agosto | 16:00         |
| Santos Laguna A      | 0-1 | Gallos de Tijuana  | Corona                   | 19 de agosto | 16:00         |
| TR Coatzacoalcos     | 1-0 | Pumas Morelos      | Rafael Hernández Ochoa   | 19 de agosto | 19:00         |
| Tigres Mochis        | 1-0 | Pegaso Real Colima | Centenario Los Mochis    | 19 de agosto | 19:30L-20:30C |
| Correcaminos         | 2-1 | Indios             | Marte R. Gómez           | 19 de agosto | 20:00         |
| Guerreros de Tabasco | 2-2 | Lobos BUAP         | Olímpico de Villahermosa | 19 de agosto | 20:00         |
| Tapatío              | 2-2 | Salamanca          | Anacleto Macías          | 20 de agosto | 12:00         |
| León                 | 3-1 | Monarcas Morelia A | León                     | 20 de agosto | 12:00         |
| Puebla               | 2-0 | Tampico Madero     | Cuauhtémoc               | 20 de agosto | 12:00         |
| Académicos           | 1-2 | Tecos A            | Miguel Hidalgo           | 20 de agosto | 16:30         |

| Tecos A            | 6-1 | León                 | Tres de Marzo          | 25 de agosto | 16:30         |
| Indios             | 2-0 | Zacatepec            | Olímpico Benito Juárez | 25 de agosto | 20:00L-21:00C |
| Pumas Morelos      | 2-2 | Puebla               | Centenario Cuernavaca  | 26 de agosto | 15:30         |
| Pegaso Real Colima | 0-2 | Académicos           | Colima                 | 26 de agosto | 19:00         |
| Dorados            | 1-2 | Santos Laguna A      | Banorte                | 26 de agosto | 19:00L-20:00C |
| Tampico Madero     | 1-1 | Atlético Mexiquense  | Tamaulipas             | 26 de agosto | 21:00         |
| Rayados A          | 2-3 | Guerreros de Tabasco | El Barrial             | 27 de agosto | 11:00         |
| Lobos BUAP         | 1-0 | Correcaminos         | Cuauhtémoc             | 27 de agosto | 12:00         |
| Salamanca          | 2-1 | Durango              | Olímpico Sección 24    | 27 de agosto | 12:00         |
| Cruz Azul Hidalgo  | 4-3 | TR Coatzacoalcos     | 10 de Diciembre        | 27 de agosto | 12:00         |
| Gallos de Tijuana  | 1-0 | Tigres Mochis        | Unidad Deportiva CREA  | 27 de agosto | 13:00L-15:00C |
| Monarcas Morelia A | 0-1 | Tapatío              | Morelos                | 27 de agosto | 16:00         |

| Indios               | 1-0 | Lobos BUAP         | Olímpico Benito Juárez   | 1 de septiembre | 20:00L-21:00C |
| Atlético Mexiquense  | 2-3 | Pumas Morelos      | Ixtapan 90               | 2 de septiembre | 15:00         |
| Durango              | 1-0 | Monarcas Morelia A | Francisco Zarco          | 2 de septiembre | 15:30         |
| Zacatepec            | 2-1 | TR Coatzacoalcos   | Agustín Coruco Díaz      | 2 de septiembre | 16:00         |
| Guerreros de Tabasco | 1-0 | Tampico Madero     | Olímpico de Villahermosa | 2 de septiembre | 18:00         |
| Santos Laguna A      | 1-0 | Tigres Mochis      | Corona                   | 2 de septiembre | 19:00         |
| Dorados              | 1-1 | Salamanca          | Banorte                  | 2 de septiembre | 19:00L-20:00C |
| Correcaminos         | 0-1 | Rayados A          | Marte R. Gómez           | 2 de septiembre | 20:00         |
| León                 | 1-0 | Pegaso Real Colima | León                     | 3 de septiembre | 12:00         |
| Puebla               | 0-0 | Cruz Azul Hidalgo  | Cuauhtémoc               | 3 de septiembre | 12:00         |
| Tapatío              | 1-1 | Tecos A            | Anacleto Macías          | 3 de septiembre | 12:00         |
| Académicos           | 2-1 | Gallos de Tijuana  | Miguel Hidalgo           | 3 de septiembre | 19:45         |

| Tecos A            | 0-0 | Durango              | Tres de Marzo          | 8 de septiembre  | 16:30         |
| Pumas Morelos      | 1-0 | Guerreros de Tabasco | Centenario Cuernavaca  | 9 de septiembre  | 15:00         |
| TR Coatzacoalcos   | 1-2 | Puebla               | Rafael Hernández Ochoa | 9 de septiembre  | 19:00         |
| Pegaso Real Colima | 2-0 | Tapatío              | Colima                 | 9 de septiembre  | 19:00         |
| Tigres Mochis      | 2-1 | Académicos           | Centenario Los Mochis  | 9 de septiembre  | 19:30L-20:30C |
| Tampico Madero     | 3-0 | Correcaminos         | Tamaulipas             | 9 de septiembre  | 21:00         |
| Rayados A          | 1-3 | Indios               | El Barrial             | 10 de septiembre | 11:00         |
| Lobos BUAP         | 1-1 | Zacatepec            | Cuauhtémoc             | 10 de septiembre | 12:00         |
| Salamanca          | 2-1 | Santos Laguna A      | Olímpico Sección 24    | 10 de septiembre | 12:00         |
| Cruz Azul Hidalgo  | 0-0 | Atlético Mexiquense  | 10 de Diciembre        | 10 de septiembre | 12:00         |
| Gallos de Tijuana  | 2-2 | León                 | Unidad Deportiva CREA  | 10 de septiembre | 13:00L-15:00C |
| Monarcas Morelia A | 1-1 | Dorados              | Morelos                | 10 de septiembre | 16:00         |

| Atlético Mexiquense  | 1-2 | TR Coatzacoalcos   | Ixtapan 90               | 16 de septiembre | 15:00         |
| Durango              | 0-0 | Pegaso Real Colima | Francisco Zarco          | 16 de septiembre | 15:30         |
| Zacatepec            | 1-3 | Puebla             | Agustín Coruco Díaz      | 16 de septiembre | 16:00         |
| Guerreros de Tabasco | 1-3 | Cruz Azul Hidalgo  | Olímpico de Villahermosa | 16 de septiembre | 18:00         |
| Correcaminos         | 2-2 | Pumas Morelos      | Marte R. Gómez           | 16 de septiembre | 20:00         |
| León                 | 2-1 | Tigres Mochis      | León                     | 17 de septiembre | 12:00         |
| Salamanca            | 4-0 | Monarcas Morelia A | Olímpico Sección 24      | 17 de septiembre | 12:00         |
| Lobos BUAP           | 3-2 | Rayados A          | Cuauhtémoc               | 17 de septiembre | 12:00         |
| Tapatío              | 0-2 | Gallos de Tijuana  | Anacleto Macías          | 17 de septiembre | 12:00         |
| Santos Laguna A      | 3-1 | Académicos         | Corona                   | 17 de septiembre | 13:00         |
| Indios               | 2-0 | Tampico Madero     | Olímpico Benito Juárez   | 17 de septiembre | 13:00L-14:00C |
| Dorados              | 1-0 | Tecos A            | Banorte                  | 17 de septiembre | 16:00L-17:00C |

| Tecos A            | 2-0 | Salamanca            | Tres de Marzo          | 22 de septiembre | 16:30         |
| Pumas Morelos      | 3-4 | Indios               | Centenario Cuernavaca  | 23 de septiembre | 15:30         |
| Pegaso Real Colima | 1-1 | Dorados              | Colima                 | 23 de septiembre | 19:00         |
| TR Coatzacoalcos   | 2-2 | Guerreros de Tabasco | Rafael Hernández Ochoa | 23 de septiembre | 19:00         |
| Tigres Mochis      | 2-2 | Tapatío              | Centenario Los Mochis  | 23 de septiembre | 19:30L-20:30C |
| Tampico Madero     | 2-1 | Lobos BUAP           | Tamaulipas             | 23 de septiembre | 21:00         |
| Monarcas Morelia A | 1-1 | Santos Laguna A      | Morelos                | 23 de septiembre | 21:00         |
| Rayados A          | 2-1 | Zacatepec            | El Barrial             | 24 de septiembre | 11:00         |
| Puebla             | 2-1 | Atlético Mexiquense  | Cuauhtémoc             | 24 de septiembre | 12:00         |
| Cruz Azul Hidalgo  | 0-0 | Correcaminos         | 10 de Diciembre        | 24 de septiembre | 12:00         |
| Gallos de Tijuana  | 1-1 | Durango              | Unidad Deportiva CREA  | 24 de septiembre | 13:00L-15:00C |
| Académicos         | 1-2 | León                 | Miguel Hidalgo         | 25 de septiembre | 19:45         |

| Durango              | 1-0 | Tigres Mochis       | Francisco Zarco          | 30 de septiembre | 15:30         |
| Zacatepec            | 4-0 | Atlético Mexiquense | Agustín Coruco Díaz      | 30 de septiembre | 16:00         |
| Guerreros de Tabasco | 2-3 | Puebla              | Olímpico de Villahermosa | 30 de septiembre | 18:00         |
| Dorados              | 0-1 | Gallos de Tijuana   | Banorte                  | 30 de septiembre | 19:00L-20:00C |
| Correcaminos         | 2-2 | TR Coatzacoalcos    | Marte R. Gómez           | 30 de septiembre | 21:00         |
| Rayados A            | 0-3 | Tampico Madero      | El Barrial               | 1 de octubre     | 11:00         |
| Monarcas Morelia A   | 2-3 | Tecos A             | Morelos                  | 1 de octubre     | 11:00         |
| Tapatío              | 1-1 | Académicos          | Anacleto Macías          | 1 de octubre     | 12:00         |
| Salamanca            | 3-1 | Pegaso Real Colima  | Olímpico Sección 24      | 1 de octubre     | 12:00         |
| Lobos BUAP           | 3-2 | Pumas Morelos       | Cuauhtémoc               | 1 de octubre     | 12:00         |
| Santos Laguna A      | 4-2 | León                | Corona                   | 1 de octubre     | 13:00         |
| Indios               | 1-1 | Cruz Azul Hidalgo   | Olímpico Benito Juárez   | 1 de octubre     | 13:00L-14:00C |

| Atlético Mexiquense | 4-1 | Guerreros de Tabasco | Ixtapan 90             | 7 de octubre | 15:30         |
| Zacatepec           | 0-0 | Tampico Madero       | Agustín Coruco Díaz    | 7 de octubre | 16:00         |
| Pumas Morelos       | 2-0 | Rayados A            | Centenario Cuernavaca  | 7 de octubre | 16:00         |
| Santos Laguna A     | 3-3 | Tecos A              | Corona                 | 7 de octubre | 19:00         |
| Pegaso Real Colima  | 2-1 | Monarcas Morelia A   | Colima                 | 7 de octubre | 19:00         |
| TR Coatzacoalcos    | 3-2 | Indios               | Rafael Hernández Ochoa | 7 de octubre | 19:00         |
| Tigres Mochis       | 0-0 | Dorados              | Centenario Los Mochis  | 7 de octubre | 19:30L-20:30C |
| Puebla              | 1-1 | Correcaminos         | Cuauhtémoc             | 7 de octubre | 20:00         |
| León                | 3-0 | Tapatío              | León                   | 8 de octubre | 12:00         |
| Cruz Azul Hidalgo   | 0-1 | Lobos BUAP           | 10 de Diciembre        | 8 de octubre | 12:00         |
| Gallos de Tijuana   | 1-1 | Salamanca            | Unidad Deportiva CREA  | 8 de octubre | 13:00L-15:00C |
| Académicos          | 0-0 | Durango              | Miguel Hidalgo         | 9 de octubre | 17:00         |

| Tecos A              | 1-1 | Pegaso Real Colima  | Tres de Marzo            | 13 de octubre | 16:30         |
| Durango              | 2-1 | León                | Francisco Zarco          | 14 de octubre | 15:30         |
| Guerreros de Tabasco | 0-1 | Zacatepec           | Olímpico de Villahermosa | 14 de octubre | 18:00         |
| Dorados              | 1-0 | Académicos          | Banorte                  | 14 de octubre | 19:00L-20:00C |
| Correcaminos         | 2-0 | Atlético Mexiquense | Marte R. Gómez           | 14 de octubre | 20:00         |
| Tampico Madero       | 0-2 | Pumas Morelos       | Tamaulipas               | 14 de octubre | 21:00         |
| Rayados A            | 4-1 | Cruz Azul Hidalgo   | El Barrial               | 15 de octubre | 11:00         |
| Salamanca            | 4-1 | Tigres Mochis       | Olímpico Sección 24      | 15 de octubre | 12:00         |
| Tapatío              | 4-3 | Santos Laguna A     | Anacleto Macías          | 15 de octubre | 12:00         |
| Indios               | 1-2 | Puebla              | Olímpico Benito Juárez   | 15 de octubre | 13:00L-14:00C |
| Monarcas Morelia A   | 0-1 | Gallos de Tijuana   | Morelos                  | 15 de octubre | 16:00         |
| Lobos BUAP           | 1-0 | TR Coatzacoalcos    | Cuauhtémoc               | 16 de octubre | 15:00         |

| Tecos A              | 1-2 | Cruz Azul Hidalgo  | Tres de Marzo            | 20 de octubre | 17:30         |
| Atlético Mexiquense  | 1-1 | Pegaso Real Colima | Ixtapan 90               | 21 de octubre | 15:30         |
| Guerreros de Tabasco | 0-0 | Dorados            | Olímpico de Villahermosa | 21 de octubre | 18:00         |
| Santos Laguna A      | 0-0 | Rayados A          | Corona                   | 21 de octubre | 19:00         |
| TR Coatzacoalcos     | 2-0 | Salamanca          | Rafael Hernández Ochoa   | 21 de octubre | 19:00         |
| Tigres Mochis        | 2-1 | Correcaminos       | Centenario Los Mochis    | 21 de octubre | 19:30L-20:30C |
| Tampico Madero       | 4-1 | Tapatío            | Tamaulipas               | 21 de octubre | 21:00         |
| Lobos BUAP           | 4-0 | Monarcas Morelia A | Cuauhtémoc               | 22 de octubre | 12:00         |
| León                 | 0-1 | Zacatepec          | León                     | 22 de octubre | 12:00         |
| Indios               | 1-2 | Durango            | Olímpico Benito Juárez   | 22 de octubre | 13:00L-14:00C |
| Gallos de Tijuana    | 0-1 | Pumas Morelos      | Unidad Deportiva CREA    | 22 de octubre | 13:00L-15:00C |
| Académicos           | 1-0 | Puebla             | Miguel Hidalgo           | 23 de octubre | 19:45         |

| Durango            | 2-2 | Lobos BUAP           | Francisco Zarco       | 28 de octubre | 15:30         |
| Pumas Morelos      | 0-1 | Académicos           | Centenario Cuernavaca | 28 de octubre | 16:00         |
| Zacatepec          | 1-3 | Santos Laguna A      | Agustín Coruco Díaz   | 28 de octubre | 16:00         |
| Pegaso Real Colima | 3-1 | Tampico Madero       | Colima                | 28 de octubre | 19:00         |
| Dorados            | 1-1 | TR Coatzacoalcos     | Banorte               | 28 de octubre | 19:00C-20:00L |
| Correcaminos       | 3-1 | Tecos A              | Marte R. Gómez        | 28 de octubre | 20:00         |
| Salamanca          | 2-0 | Indios               | Olímpico Sección 24   | 29 de octubre | 12:00         |
| Rayados A          | 3-1 | Gallos de Tijuana    | El Barrial            | 29 de octubre | 12:00         |
| Puebla             | 4-0 | Tigres Mochis        | Cuauhtémoc            | 29 de octubre | 12:00         |
| Tapatío            | 1-0 | Guerreros de Tabasco | Anacleto Macías       | 29 de octubre | 12:00         |
| Monarcas Morelia A | 0-2 | Atlético Mexiquense  | Morelos               | 29 de octubre | 12:00         |
| Cruz Azul Hidalgo  | 1-0 | León                 | 10 de Diciembre       | 29 de octubre | 12:00         |

| Tecos A              | 1-2 | Puebla             | Tres de Marzo            | 3 de noviembre | 16:30         |
| Atlético Mexiquense  | 0-0 | Durango            | Ixtapan 90               | 4 de noviembre | 15:30         |
| Guerreros de Tabasco | 1-0 | Pegaso Real Colima | Olímpico de Villahermosa | 4 de noviembre | 18:00         |
| TR Coatzacoalcos     | 3-1 | Tapatío            | Rafael Hernández Ochoa   | 4 de noviembre | 19:00         |
| Tigres Mochis        | 0-1 | Pumas Morelos      | Centenario Los Mochis    | 4 de noviembre | 19:30L-20:30C |
| León                 | 1-2 | Correcaminos       | León                     | 5 de noviembre | 12:00         |
| Lobos BUAP           | 1-3 | Salamanca          | Cuauhtémoc               | 5 de noviembre | 12:00         |
| Santos Laguna A      | 0-0 | Cruz Azul Hidalgo  | Corona                   | 5 de noviembre | 12:00         |
| Indios               | 4-0 | Dorados            | Olímpico Benito Juárez   | 5 de noviembre | 13:00L-14:00C |
| Gallos de Tijuana    | 3-2 | Zacatepec          | Unidad Deportiva CREA    | 5 de noviembre | 13:00L-15:00C |
| Tampico Madero       | 2-1 | Monarcas Morelia A | Tamaulipas               | 5 de noviembre | 16:00         |
| Académicos           | 1-1 | Rayados A          | Miguel Hidalgo           | 6 de noviembre | 16:00         |

| Durango            | 1-1 | Tampico Madero       | Francisco Zarco       | 11 de noviembre | 15:30         |
| Zacatepec          | 1-2 | Académicos           | Agustín Coruco Díaz   | 11 de noviembre | 16:00         |
| Pumas Morelos      | 3-0 | Tecos A              | Centenario Cuernavaca | 11 de noviembre |               |
| Pegaso Real Colima | 1-0 | TR Coatzacoalcos     | Colima                | 11 de noviembre | 19:00         |
| Dorados            | 3-2 | Lobos BUAP           | Banorte               | 11 de noviembre | 19:00L-20:00C |
| Tapatío            | 1-2 | Indios               | Anacleto Macías       | 12 de noviembre | 12:00         |
| Monarcas Morelia A | 2-1 | Guerreros de Tabasco | Morelos               | 12 de noviembre | 12:00         |
| Rayados A          | 2-0 | Tigres Mochis        | El Barrial            | 12 de noviembre | 12:00         |
| Correcaminos       | 2-1 | Santos Laguna A      | Marte R. Gómez        | 12 de noviembre | 12:00         |
| Salamanca          | 1-1 | Atlético Mexiquense  | Olímpico Sección 24   | 12 de noviembre | 12:00         |
| Puebla             | 2-0 | León                 | Cuauhtémoc            | 12 de noviembre | 12:00         |
| Cruz Azul Hidalgo  | 1-0 | Gallos de Tijuana    | 10 de Diciembre       | 12 de noviembre | 12:00         |

| Tecos A              | 2-0 | Rayados A          | Tres de Marzo            | 17 de noviembre | 16:30         |
| Santos Laguna A      | 1-1 | Puebla             | Corona                   | 18 de noviembre | 15:00         |
| Tampico Madero       | 1-2 | Salamanca          | Tamaulipas               | 18 de noviembre | 15:30         |
| Atlético Mexiquense  | 1-0 | Dorados            | Ixtapan 90               | 18 de noviembre | 15:30         |
| Guerreros de Tabasco | 2-2 | Durango            | Olímpico de Villahermosa | 18 de noviembre | 18:00         |
| TR Coatzacoalcos     | 3-1 | Monarcas Morelia A | Rafael Hernández Ochoa   | 18 de noviembre | 19:00         |
| Tigres Mochis        | 0-1 | Zacatepec          | Centenario Los Mochis    | 18 de noviembre | 19:30L-20:30C |
| Lobos BUAP           | 1-3 | Tapatío            | Cuauhtémoc               | 19 de noviembre | 12:00         |
| León                 | 2-1 | Pumas Morelos      | León                     | 19 de noviembre | 12:00         |
| Indios               | 0-0 | Pegaso Real Colima | Olímpico Benito Juárez   | 19 de noviembre | 13:00L-14:00C |
| Gallos de Tijuana    | 3-2 | Correcaminos       | Unidad Deportiva CREA    | 19 de noviembre | 13:00L-15:00C |
| Académicos           | 4-4 | Cruz Azul Hidalgo  | Miguel Hidalgo           | 20 de noviembre | 16:00         |

| Zacatepec          | 2-0 | Tecos A              | Agustín Coruco Díaz   | 25 de noviembre | 15:00         |
| Pumas Morelos      | 0-1 | Santos Laguna A      | Centenario Cuernavaca | 25 de noviembre | 15:30         |
| Durango            | 1-1 | TR Coatzacoalcos     | Francisco Zarco       | 25 de noviembre | 15:30         |
| Pegaso Real Colima | 2-0 | Lobos BUAP           | Colima                | 25 de noviembre | 19:00         |
| Dorados            | 1-1 | Tampico Madero       | Banorte               | 25 de noviembre | 19:00L-20:00C |
| Rayados A          | 1-2 | León                 | El Barrial            | 26 de noviembre | 11:00         |
| Puebla             | 0-0 | Gallos de Tijuana    | Cuauhtémoc            | 26 de noviembre | 12:00         |
| Salamanca          | 1-1 | Guerreros de Tabasco | Olímpico Sección 24   | 26 de noviembre | 12:00         |
| Tapatío            | 1-1 | Atlético Mexiquense  | Anacleto Macías       | 26 de noviembre | 12:00         |
| Monarcas Morelia A | 0-2 | Indios               | Morelos               | 26 de noviembre | 12:00         |
| Cruz Azul Hidalgo  | 3-0 | Tigres Mochis        | 10 de Diciembre       | 26 de noviembre | 12:00         |
| Correcaminos       | 3-2 | Académicos           | Marte R. Gómez        | 26 de noviembre | 15:00         |

## Grupos

### Grupo 1
| Pos. | Equipo                | Pts. | PJ | G | E | P  | GF | GC | Dif. | Clasificación                   |
| ---- | --------------------- | ---- | -- | - | - | -- | -- | -- | ---- | ------------------------------- |
| 1    | Salamanca             | 33   | 17 | 9 | 6 | 2  | 32 | 17 | +15  | Cuartos de final de la liguilla |
| 2    | Tijuana               | 31   | 17 | 9 | 4 | 4  | 21 | 16 | +5   | Cuartos de final de la liguilla |
| 3    | Durango               | 27   | 17 | 6 | 9 | 2  | 17 | 14 | +3   | Cuartos de final de la liguilla |
| 4    | León                  | 25   | 17 | 8 | 1 | 8  | 26 | 30 | −4   | Cuartos de final de la liguilla |
| 5    | Pegaso Real de Colima | 23   | 17 | 6 | 5 | 6  | 20 | 15 | +5   |                                 |
| 6    | Santos Laguna 'A'     | 23   | 17 | 6 | 5 | 6  | 25 | 26 | −1   |                                 |
| 7    | Tecos UAG 'A'         | 20   | 17 | 5 | 5 | 7  | 24 | 24 | 0    |                                 |
| 8    | Académicos            | 20   | 17 | 5 | 5 | 7  | 21 | 23 | −2   |                                 |
| 9    | Tapatío               | 20   | 17 | 5 | 5 | 7  | 22 | 31 | −9   |                                 |
| 10   | Dorados               | 19   | 17 | 4 | 7 | 6  | 17 | 21 | −4   |                                 |
| 11   | Tigres Mochis         | 15   | 17 | 4 | 3 | 10 | 13 | 26 | −13  |                                 |
| 12   | Morelia 'A'           | 8    | 17 | 2 | 2 | 13 | 12 | 34 | −22  |                                 |

 Fuente: [cita requerida]

### Grupo 2
| Pos. | Equipo               | Pts. | PJ | G | E | P | GF | GC | Dif. | Clasificación                   |
| ---- | -------------------- | ---- | -- | - | - | - | -- | -- | ---- | ------------------------------- |
| 1    | Puebla (C)           | 33   | 17 | 9 | 6 | 2 | 30 | 17 | +13  | Cuartos de final de la liguilla |
| 2    | Cruz Azul Hidalgo    | 33   | 17 | 9 | 6 | 2 | 23 | 15 | +8   | Cuartos de final de la liguilla |
| 3    | Indios               | 29   | 17 | 9 | 2 | 6 | 30 | 21 | +9   | Cuartos de final de la liguilla |
| 4    | TR Coatzacoalcos     | 26   | 17 | 7 | 5 | 5 | 27 | 22 | +5   | Cuartos de final de la liguilla |
| 5    | Correcaminos UAT     | 25   | 17 | 7 | 4 | 6 | 24 | 26 | −2   |                                 |
| 6    | Pumas Morelos        | 23   | 17 | 7 | 2 | 8 | 25 | 22 | +3   |                                 |
| 7    | Lobos BUAP           | 23   | 17 | 6 | 5 | 6 | 27 | 27 | 0    |                                 |
| 8    | Zacatepec            | 23   | 17 | 7 | 2 | 8 | 22 | 22 | 0    |                                 |
| 9    | Rayados 'A'          | 21   | 17 | 6 | 3 | 8 | 24 | 27 | −3   |                                 |
| 10   | Tampico Madero       | 20   | 17 | 5 | 5 | 7 | 20 | 20 | 0    |                                 |
| 11   | Guerreros de Tabasco | 20   | 17 | 5 | 5 | 7 | 24 | 26 | −2   |                                 |
| 12   | Atlético Mexiquense  | 17   | 17 | 3 | 8 | 6 | 20 | 24 | −4   |                                 |

 Fuente: [cita requerida]

## Tabla general
| Pos. | Equipo                  | Pts. | PJ | G | E | P  | GF | GC | Dif. | Clasificación                   |
| ---- | ----------------------- | ---- | -- | - | - | -- | -- | -- | ---- | ------------------------------- |
| 1    | Salamanca               | 33   | 17 | 9 | 6 | 2  | 32 | 17 | +15  | Cuartos de final de la liguilla |
| 2    | Puebla (C)              | 33   | 17 | 9 | 6 | 2  | 30 | 17 | +13  | Cuartos de final de la liguilla |
| 3    | Cruz Azul Hidalgo       | 33   | 17 | 9 | 6 | 2  | 23 | 15 | +8   | Cuartos de final de la liguilla |
| 4    | Tijuana Gallos Caliente | 31   | 17 | 9 | 4 | 4  | 21 | 16 | +5   | Cuartos de final de la liguilla |
| 5    | Indios                  | 29   | 17 | 9 | 2 | 6  | 30 | 21 | +9   | Cuartos de final de la liguilla |
| 6    | Durango                 | 27   | 17 | 6 | 9 | 2  | 17 | 14 | +3   | Cuartos de final de la liguilla |
| 7    | TR Coatzacoalcos        | 26   | 17 | 7 | 5 | 5  | 27 | 22 | +5   | Cuartos de final de la liguilla |
| 8    | Correcaminos UAT        | 25   | 17 | 7 | 4 | 6  | 24 | 26 | −2   |                                 |
| 9    | León                    | 25   | 17 | 8 | 1 | 8  | 26 | 30 | −4   | Cuartos de final de la liguilla |
| 10   | Pegaso Real de Colima   | 23   | 17 | 6 | 5 | 6  | 20 | 15 | +5   |                                 |
| 11   | Pumas Morelos           | 23   | 17 | 7 | 2 | 8  | 25 | 22 | +3   |                                 |
| 12   | Lobos BUAP              | 23   | 17 | 6 | 5 | 6  | 27 | 27 | 0    |                                 |
| 13   | Zacatepec               | 23   | 17 | 7 | 2 | 8  | 22 | 22 | 0    |                                 |
| 14   | Santos Laguna 'A'       | 23   | 17 | 6 | 5 | 6  | 25 | 26 | −1   |                                 |
| 15   | Rayados 'A'             | 21   | 17 | 6 | 3 | 8  | 24 | 27 | −3   |                                 |
| 16   | Tecos UAG 'A'           | 20   | 17 | 5 | 5 | 7  | 24 | 24 | 0    |                                 |
| 17   | Tampico Madero          | 20   | 17 | 5 | 5 | 7  | 20 | 20 | 0    |                                 |
| 18   | Guerreros de Tabasco    | 20   | 17 | 5 | 5 | 7  | 24 | 26 | −2   |                                 |
| 19   | Académicos              | 20   | 17 | 5 | 5 | 7  | 21 | 23 | −2   |                                 |
| 20   | Tapatío                 | 20   | 17 | 5 | 5 | 7  | 22 | 31 | −9   |                                 |
| 21   | Dorados                 | 19   | 17 | 4 | 7 | 6  | 17 | 21 | −4   |                                 |
| 22   | Atlético Mexiquense     | 17   | 17 | 3 | 8 | 6  | 20 | 24 | −4   |                                 |
| 23   | Tigres Mochis           | 15   | 17 | 4 | 3 | 10 | 13 | 26 | −13  |                                 |
| 24   | Morelia 'A'             | 8    | 17 | 2 | 2 | 13 | 12 | 34 | −22  |                                 |

 Fuente: [cita requerida]

## Tabla Porcentual
| Pos. | Equipo               | PJ | Pts. | Dif. | Cociente |
| ---- | -------------------- | -- | ---- | ---- | -------- |
| 20.  | Atlético Mexiquense  | 93 | 114  | -4   | 1.2258   |
| 21.  | Guerreros de Tabasco | 93 | 112  | -14  | 1.2043   |
| 22.  | Tecos A              | 17 | 20   | 0    | 1.1765   |
| 23.  | Dorados de Sinaloa   | 17 | 19   | -4   | 1.1176   |
| 24.  | Monarcas Morelia A   | 17 | 8    | -22  | 0.4706   |

     Desciende a Segunda División

## Liguilla
|  | Cuartos de final                                                               | Cuartos de final                                                               | Cuartos de final                                                               | Cuartos de final                                                               | Cuartos de final                                                               |   |       | Semifinales                                                   | Semifinales                                                   | Semifinales                                                   | Semifinales                                                   | Semifinales                                                   |  |   | Final                                                          | Final                                                          | Final                                                          | Final                                                          | Final                                                          |  |
|  | 30 de noviembre y 1 de diciembre de 2006 (ida) 3 de diciembre de 2006 (vuelta) | 30 de noviembre y 1 de diciembre de 2006 (ida) 3 de diciembre de 2006 (vuelta) | 30 de noviembre y 1 de diciembre de 2006 (ida) 3 de diciembre de 2006 (vuelta) | 30 de noviembre y 1 de diciembre de 2006 (ida) 3 de diciembre de 2006 (vuelta) | 30 de noviembre y 1 de diciembre de 2006 (ida) 3 de diciembre de 2006 (vuelta) |   |       | 7 de diciembre de 2006 (ida) 10 de diciembre de 2006 (vuelta) | 7 de diciembre de 2006 (ida) 10 de diciembre de 2006 (vuelta) | 7 de diciembre de 2006 (ida) 10 de diciembre de 2006 (vuelta) | 7 de diciembre de 2006 (ida) 10 de diciembre de 2006 (vuelta) | 7 de diciembre de 2006 (ida) 10 de diciembre de 2006 (vuelta) |  |   | 14 de diciembre de 2006 (ida) 17 de diciembre de 2006 (vuelta) | 14 de diciembre de 2006 (ida) 17 de diciembre de 2006 (vuelta) | 14 de diciembre de 2006 (ida) 17 de diciembre de 2006 (vuelta) | 14 de diciembre de 2006 (ida) 17 de diciembre de 2006 (vuelta) | 14 de diciembre de 2006 (ida) 17 de diciembre de 2006 (vuelta) |  |
|  |                                                                                |                                                                                |                                                                                |                                                                                |                                                                                |   |       |                                                               |                                                               |                                                               |                                                               |                                                               |  |   |                                                                |                                                                |                                                                |                                                                |                                                                |  |
|  |                                                                                |                                                                                |                                                                                |                                                                                |                                                                                |   |       |                                                               |                                                               |                                                               |                                                               |                                                               |  |   |                                                                |                                                                |                                                                |                                                                |                                                                |  |
|  | 1                                                                              | Salamanca                                                                      | 2                                                                              | 2                                                                              | 4                                                                              |   |       |                                                               |                                                               |                                                               |                                                               |                                                               |  |   |                                                                |                                                                |                                                                |                                                                |                                                                |  |
|  | 1                                                                              | Salamanca                                                                      | 2                                                                              | 2                                                                              | 4                                                                              |   |       |                                                               |                                                               |                                                               |                                                               |                                                               |  |   |                                                                |                                                                |                                                                |                                                                |                                                                |  |
|  | 9                                                                              | León                                                                           | 1                                                                              | 0                                                                              | 1                                                                              |   |       |                                                               |                                                               |                                                               |                                                               |                                                               |  |   |                                                                |                                                                |                                                                |                                                                |                                                                |  |
|  | 9                                                                              | León                                                                           | 1                                                                              | 0                                                                              | 1                                                                              |   | 1     | Salamanca                                                     | 0                                                             | 1                                                             | 1                                                             |                                                               |  |   |                                                                |                                                                |                                                                |                                                                |                                                                |  |
|  |                                                                                |                                                                                |                                                                                |                                                                                |                                                                                |   | 1     | Salamanca                                                     | 0                                                             | 1                                                             | 1                                                             |                                                               |  |   |                                                                |                                                                |                                                                |                                                                |                                                                |  |
|  |                                                                                |                                                                                | 4                                                                              | Tijuana                                                                        | 0                                                                              | 0 | 0     |                                                               |                                                               |                                                               |                                                               |                                                               |  |   |                                                                |                                                                |                                                                |                                                                |                                                                |  |
|  | 4                                                                              | Tijuana (*)                                                                    | 4                                                                              | Tijuana                                                                        | 0                                                                              | 0 | 0     | 1                                                             | 1                                                             | 2                                                             |                                                               |                                                               |  |   |                                                                |                                                                |                                                                |                                                                |                                                                |  |
|  | 4                                                                              | Tijuana (*)                                                                    |                                                                                |                                                                                |                                                                                |   |       |                                                               |                                                               | 2                                                             |                                                               |                                                               |  |   |                                                                |                                                                |                                                                |                                                                |                                                                |  |
|  | 5                                                                              | Indios                                                                         | 1                                                                              | 1                                                                              | 2                                                                              |   |       |                                                               |                                                               |                                                               |                                                               |                                                               |  |   |                                                                |                                                                |                                                                |                                                                |                                                                |  |
|  | 5                                                                              | Indios                                                                         | 1                                                                              | 1                                                                              | 2                                                                              |   |       |                                                               |                                                               |                                                               |                                                               |                                                               |  | 1 | Salamanca                                                      | 1                                                              | 2                                                              | 3 (5)                                                          |                                                                |  |
|  |                                                                                |                                                                                |                                                                                |                                                                                |                                                                                |   |       |                                                               |                                                               |                                                               |                                                               |                                                               |  | 1 | Salamanca                                                      | 1                                                              | 2                                                              | 3 (5)                                                          |                                                                |  |
|  |                                                                                |                                                                                | 2                                                                              | Puebla (p.)                                                                    | 1                                                                              | 2 | 3 (6) |                                                               |                                                               |                                                               |                                                               |                                                               |  |   |                                                                |                                                                |                                                                |                                                                |                                                                |  |
|  | 2                                                                              | Puebla                                                                         | 2                                                                              | Puebla (p.)                                                                    | 1                                                                              | 2 | 3 (6) | 2                                                             | 3                                                             | 5                                                             |                                                               |                                                               |  |   |                                                                |                                                                |                                                                |                                                                |                                                                |  |
|  | 2                                                                              | Puebla                                                                         |                                                                                |                                                                                |                                                                                |   |       |                                                               |                                                               | 5                                                             |                                                               |                                                               |  |   |                                                                |                                                                |                                                                |                                                                |                                                                |  |
|  | 7                                                                              | TR Coatzacoalcos                                                               | 2                                                                              | 1                                                                              | 3                                                                              |   |       |                                                               |                                                               |                                                               |                                                               |                                                               |  |   |                                                                |                                                                |                                                                |                                                                |                                                                |  |
|  | 7                                                                              | TR Coatzacoalcos                                                               | 2                                                                              | 1                                                                              | 3                                                                              |   | 2     | Puebla (*)                                                    | 0                                                             | 2                                                             | 2                                                             |                                                               |  |   |                                                                |                                                                |                                                                |                                                                |                                                                |  |
|  |                                                                                |                                                                                |                                                                                |                                                                                |                                                                                |   | 2     | Puebla (*)                                                    | 0                                                             | 2                                                             | 2                                                             |                                                               |  |   |                                                                |                                                                |                                                                |                                                                |                                                                |  |
|  |                                                                                |                                                                                | 3                                                                              | Cruz Azul Hidalgo                                                              | 2                                                                              | 0 | 2     |                                                               |                                                               |                                                               |                                                               |                                                               |  |   |                                                                |                                                                |                                                                |                                                                |                                                                |  |
|  | 3                                                                              | Cruz Azul Hidalgo                                                              | 3                                                                              | Cruz Azul Hidalgo                                                              | 2                                                                              | 0 | 2     | 1                                                             | 2                                                             | 3                                                             |                                                               |                                                               |  |   |                                                                |                                                                |                                                                |                                                                |                                                                |  |
|  | 3                                                                              | Cruz Azul Hidalgo                                                              |                                                                                |                                                                                |                                                                                |   |       |                                                               |                                                               | 3                                                             |                                                               |                                                               |  |   |                                                                |                                                                |                                                                |                                                                |                                                                |  |
|  | 6                                                                              | Durango                                                                        | 1                                                                              | 1                                                                              | 2                                                                              |   |       |                                                               |                                                               |                                                               |                                                               |                                                               |  |   |                                                                |                                                                |                                                                |                                                                |                                                                |  |
|  | 6                                                                              | Durango                                                                        | 1                                                                              | 1                                                                              | 2                                                                              |   |       |                                                               |                                                               |                                                               |                                                               |                                                               |  |   |                                                                |                                                                |                                                                |                                                                |                                                                |  |
|  |                                                                                |                                                                                |                                                                                |                                                                                |                                                                                |   |       |                                                               |                                                               |                                                               |                                                               |                                                               |  |   |                                                                |                                                                |                                                                |                                                                |                                                                |  |

- (*) Avanza por su posición en la tabla general.

### Cuartos de final

#### Salamanca vs León
| 30 de noviembre de 2006, 20:30 | León | 1:2 | Salamanca | Nou Camp, León |  |

| 3 de diciembre de 2006, 12:00              | Salamanca | 2:0 (4:1) | León | Estadio Olímpico sección 24, Salamanca |  |
| Salamanca avanza a semifinales. 4-1 Global |           |           |      |                                        |  |

#### Gallos de Tijuana vs Indios
| 1 de diciembre de 2006, 20:00 | Indios | 1:1 | Gallos de Tijuana | Estadio Olímpico Benito Juárez, Ciudad Juárez |  |

| 3 de diciembre de 2006, 13:00                                                     | Gallos de Tijuana | 1:1 (2:2) | Indios | Unidad Deportiva CREA, Tijuana |  |
| Gallos de Tijuana avanza a semifinales por mejor posición en la tabla. 2-2 Global |                   |           |        |                                |  |

#### Puebla vs TR Coatzacoalcos
| 30 de noviembre de 2006, 20:00 | TR Coatzacoalcos | 2:2 | Puebla | Estadio Rafael Hernández Ochoa, Coatzacoalcos |  |

| 3 de diciembre de 2006                  | Puebla | 3:1 (5:3) | TR Coatzacoalcos | Estadio Cuauhtémoc, Puebla |  |
| Puebla avanza a semifinales. 5-3 Global |        |           |                  |                            |  |

#### Cruz Azul Hidalgo vs Durango
| 30 de noviembre de 2006, 16:00 | Durango | 1:1 | Cruz Azul Hidalgo | Estadio Francisco Zarco, Durango |  |

| 3 de diciembre de 2006, 12:00                      | Cruz Azul Hidalgo | 2:1 (3:2) | Durango | Estadio 10 de diciembre, Ciudad Cooperativa Cruz Azul |  |
| Cruz Azul Hidalgo avanza a semifinales. 3-2 Global |                   |           |         |                                                       |  |

### Semifinales

#### Salamanca vs Gallos de Tijuana
| 7 de diciembre de 2006, 13:00 | Gallos de Tijuana | 0:0 | Salamanca | Unidad Deportiva CREA, Tijuana |  |

| 10 de diciembre de 2006, 12:00          | Salamanca | 1:0 (1:0) | Gallos de Tijuana | Estadio Olímpico sección 24, Salamanca |  |
| Salamanca avanza a la final. Global 1-0 |           |           |                   |                                        |  |

#### Puebla vs Cruz Azul Hidalgo
| 7 de diciembre de 2006, 15:00 | Cruz Azul Hidalgo | 2:0 | Puebla | Estadio 10 de diciembre, Ciudad Cooperativa Cruz Azul |  |

| 10 de diciembre de 2006, 16:00                                      | Puebla | 2:0 (2:2) | Cruz Azul Hidalgo | Estadio Cuauhtémoc, Puebla |  |
| Puebla avanza a la final por mejor posición en la tabla. Global 2-2 |        |           |                   |                            |  |

### Final

#### Salamanca vs Puebla
| 14 de diciembre de 2006, 20:30 | Puebla | 1:1 | Salamanca | Estadio Cuauhtémoc, Puebla |  |

| 17 de diciembre de 2006, 12:00                                           | Salamanca | 2:2 (3:3) (5:6 pen.) | Puebla | Estadio Olímpico sección 24, Salamanca |  |
| Puebla campeón del Torneo Apertura 2006. Global 3-3, gana en penales 5-6 |           |                      |        |                                        |  |

| Campeón Apertura 2006 |
| --------------------- |
| Puebla (2do título)   |

| Predecesor: Clausura 2006 | Temporadas de la Primera División 'A' de México Apertura 2006 | Sucesor: Clausura 2007 |